# Voxy
Voxy — американская компания, занимающаяся электронным обучением и платформой для изучения английского языка. Компания была основана в феврале 2010 года Греггом Кэри и Полом Голлашем. Её штаб-квартира находится в Нью-Йорке, а офис — в Сан-Паулу, Бразилия..

## История
Voxy был официально представлен на конференции TechCrunch Disrupt 2010 в Сан-Франциско. Исполнительным председателем правления Voxy является Тимоти Мюррей. Кандидат лингвистических наук Кэтрин Б. Нильсон — директор по образованию. В 2014 году, после повышения интереса к платформе Voxy со стороны нескольких университетов, Voxy расширила свои предложения для корпораций и образовательных учреждений. Программное обеспечение Voxy используется университетами, языковыми институтами и корпорациями в таких странах, как Бразилия, Мексика, Колумбия, США, Аргентина, Вьетнам, Тайвань, Саудовская Аравия, Россия, Италия и Испания.
В 2013 году Voxy заключила партнерское соглашение с Pearson PLC, чтобы расширить свое присутствие в других странах, включая Китай. Компания разработала онлайн-курс английского языка для многонациональной интернет-компании Terra Networks.
Крупнейший рынок Voxy — Бразилия. Перед чемпионатом мира по футболу 2014 года в Бразилии компания Voxy распространила свою платформу для изучения английского языка среди 40 000 сотрудников автосервиса 99Taxis.
В 2014 году Voxy объявила о партнерстве с южноафриканской некоммерческой организацией Brothers For All, занимающейся оказанием образовательной поддержки бывшим заключенным южноафриканской тюремной системы и молодежи из групп риска. Voxy предоставила бесплатное программное обеспечение новому учебному центру Brothers For All в Ланге, Южная Африка, предоставив студентам из недостаточно обслуживаемого сообщества полный доступ к платформе Voxy и кредиты для записи на живые групповые занятия.
В декабре 2015 года Voxy получила патент на свой индивидуальный процесс извлечения ключевых слов для изучения второго языка.

## Финансирование
В раунде серии A Voxy получила финансирование в размере 4,1 миллиона долларов от инвесторов, включая Weld North, New York City Investment Fund (NYCIF), Seavest Inc., Contour Venture Partners и ff Venture Capital.
Voxy получила финансирование в размере 2,3 миллиона долларов от возвратных инвесторов, включая ff Venture Capital, Contour Venture Partners и Seavest Capital Partners в раунде серии A-2 в 2012 году. В 2013 году Voxy получила 8,5 миллионов долларов от Pearson в серии B с участием Rethink Education.
В марте 2017 года компания Voxy привлекла финансирование в размере 12 миллионов долларов, которое было направлено на расширение её приложения для электронного обучения. Раунд финансирования возглавил SFJ Ventures.